# Liste der Biografien/Pry
Liste der Biografien |
Portal Biografien |
Personensuche
# |
A |
B |
C |
D |
E |
F |
G |
H |
I |
J |
K |
L |
M |
N |
O |
P |
Q |
R |
S |
T |
U |
V |
W |
X |
Y |
Z |
?
 
Pa |
Pc |
Pe |
Pf |
Ph |
Pi |
Pj |
Pk |
Pl |
Pm |
Pn |
Po |
Pr |
Ps |
Pt |
Pu |
Pv |
Pw |
Py
 
Pra |
Prc |
Pre |
Pri |
Prj |
Prk |
Prl |
Pro |
Prp |
Prs |
Prt |
Pru |
Prv |
Pry |
Prz
Die Liste der Biografien führt alle Personen auf, die in der deutschsprachigen Wikipedia einen Artikel haben. Dieses ist eine Teilliste mit 69 Einträgen von Personen, deren Namen mit den Buchstaben „Pry“ beginnt.

## Pry

### Pryc
- Pryce, Deborah (* 1951), US-amerikanische Politikerin
- Pryce, Howard Lloyd (1871–1932), britischer Verwaltungsbeamter
- Pryce, Jonathan (* 1947), britischer SchauspielerJonathan Pryce (* 1947)

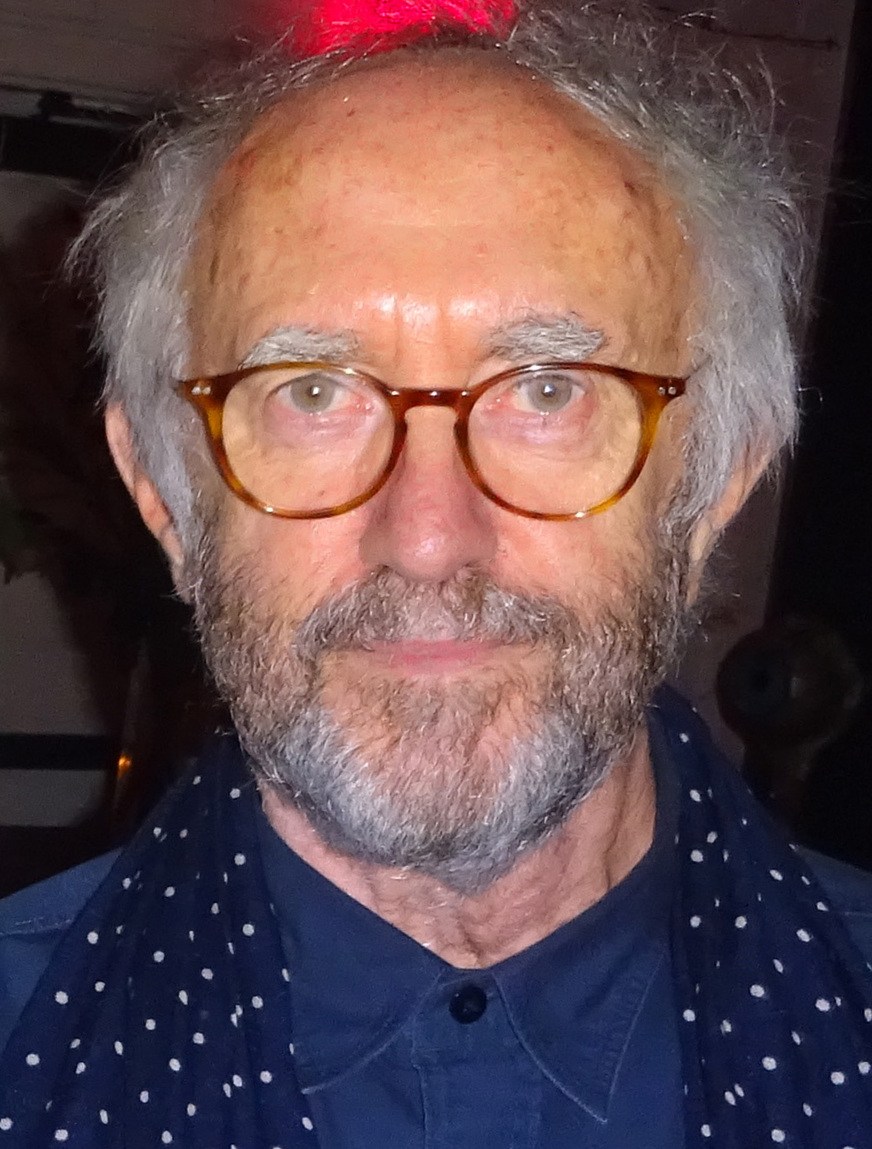
Jonathan Pryce (* 1947)

- Pryce, Maurice (1913–2003), britischer Physiker
- Pryce, Nickisha (* 2001), jamaikanische Sprinterin
- Pryce, Pat (* 1942), britische Hürdenläuferin und Weitspringerin
- Pryce, Tom (1949–1977), britischer Automobilrennfahrer
- Pryce-Jones, Alan (1908–2000), britischer Literaturkritiker, Schriftsteller und Journalist
- Prychodko, Anastassija (* 1987), ukrainische Sängerin
- Prychodko, Kyrylo (* 2001), ukrainischer Sprinter
- Prychodko, Oleh (* 1997), ukrainischer Tennisspieler

### Pryd
- Pryde, David (1890–1959), britischer Politiker
- Pryde, Josephine (* 1967), englische Künstlerin, Fotografin und Hochschullehrerin in Berlin
- Prydz, Eric (* 1976), schwedischer DJ und Produzent
- Prydz, Frithjof (1943–1992), norwegischer Skispringer und Tennisspieler

### Prye
- Pryer, William Burgess (1843–1899), britischer Resident von Nordborneo

### Pryg
- Pryga, Łukasz (* 1985), polnischer Sprinter

### Pryh
- Pryhorow, Oleksij (* 1987), ukrainischer Wasserspringer

### Pryk
- Pryke, Richard, britischer Tonmeister

### Pryl
- Pryłucki, Noah (1882–1941), jiddischer Philologe, Rechtsanwalt und polnischer Politiker der Folkspartei
- Pryłucki, Tsevi (1862–1942), polnischer Herausgeber und Journalist

### Prym
- Prym, Eugen (1843–1913), deutscher Hochschullehrer für arabische und aramäische Sprachen
- Prym, Friedrich (1841–1915), deutscher Mathematiker
- Pryma, Artem (* 1987), ukrainischer Biathlet
- Pryma, Roman (* 1981), ukrainischer Biathlet
- Prymatschenko, Marija (1909–1997), ukrainische Volkskünstlerin, Vertreterin der naiven KunstMarija Prymatschenko (1909–1997)

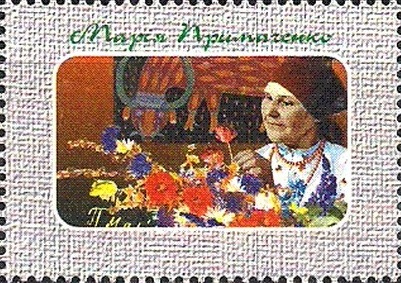
Marija Prymatschenko (1909–1997)

- Prymula, Roman (* 1964), tschechischer Militärarzt, Wissenschaftler und Politiker

### Pryn
- Pryn, Harald (1891–1968), dänischer Landschaftsmaler

### Pryo
- Pryor, Aaron (1955–2016), US-amerikanischer Boxer
- Pryor, Ainslie (1921–1958), US-amerikanischer Schauspieler
- Pryor, Anduele (* 1985), niederländisch-surinamischer Fußballspieler
- Pryor, Anthony (1951–1991), australischer Bildhauer
- Pryor, Cactus (1923–2011), amerikanischer Rundfunkmoderator und Komiker
- Pryor, David (1934–2024), US-amerikanischer Politiker (Demokratische Partei)
- Pryor, Elizabeth Brown (1951–2015), US-amerikanische Diplomatin und Historikerin
- Pryor, Francis (* 1945), englischer Archäologe
- Pryor, Frederic (1933–2019), amerikanischer Wirtschaftswissenschaftler
- Pryor, Karen (1932–2025), US-amerikanische Biologin, Zoologin, Verhaltensforscherin
- Pryor, Luke (1820–1900), US-amerikanischer Politiker
- Pryor, Mark (* 1963), US-amerikanischer Politiker
- Pryor, Nathaniel (1772–1831), US-amerikanischer Entdecker, Mitglied der Lewis-und-Clark-Expedition
- Pryor, Nicholas (1935–2024), US-amerikanischer Schauspieler
- Pryor, Peter (1930–2005), australischer Radrennfahrer
- Pryor, Quentin (* 1983), US-amerikanischer Basketballspieler
- Pryor, Richard (1940–2005), US-amerikanischer SchauspielerRichard Pryor (1940–2005)

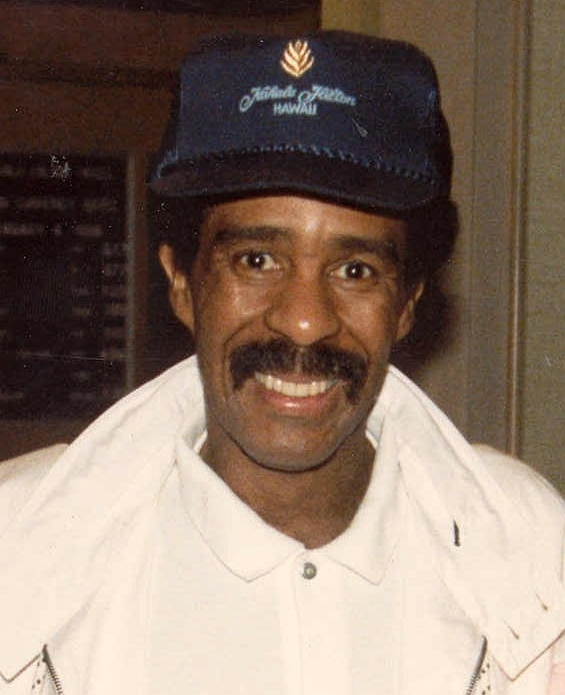
Richard Pryor (1940–2005)

- Pryor, Roger Atkinson (1828–1919), US-amerikanischer Politiker
- Pryor, Snooky (1921–2006), US-amerikanischer Blues-Musiker

### Pryr
- Pryriz, Jarosław (* 1963), ukrainischer Geistlicher, Bischof von Sokal-Schowkwa

### Prys
- Prys, Désiré-Henri (1852–1932), belgischer Komponist
- Prys-Davies, Gwilym Prys, Baron Prys-Davies (1923–2017), britischer Politiker (Labour Party) und Life Peer
- Prys-Jones, Robert (* 1949), walisischer Ornithologe
- Pryschljak, Marija (* 1947), ukrainische Politikwissenschaftlerin
- Pryschtschepa, Andrij (* 1982), ukrainischer Radrennfahrer
- Pryschtschepa, Dsmitryj (* 2001), belarussischer Fußballspieler
- Pryschtschepa, Jewhen (* 1985), ukrainischer Tischtennisspieler
- Pryschtschepa, Nadija (* 1956), sowjetische Ruderin
- Prysjaschnjuk, Jewhen (* 1985), ukrainischer Naturbahnrodler
- Prysock, Arthur (1929–1997), US-amerikanischer Jazz- und Rhythm-and-Blues-Sänger
- Prysock, Red (1926–1993), US-amerikanischer R&B- und Jazzmusiker
- Pryssok, Alois (* 1910), deutscher Fußballspieler
- Prystai, Metro (1927–2013), kanadischer Eishockeyspieler und -trainer
- Prystajko, Wadym (* 1970), ukrainischer Diplomat und Politiker
- Prystor, Aleksander (1874–1941), polnischer Offizier und Politiker, Ministerpräsident Polens (1920–1939)
- Prystupa, Daryna (* 1987), ukrainische Sprinterin

### Pryt
- Prytanis, griechischer Bildhauer
- Prytschynenko, Denys (* 1992), ukrainischer Fußballspieler
- Prytz, Malou (* 2003), schwedische Sängerin
- Prytz, Robert (* 1960), schwedischer Fußballspieler

### Pryw
- Prywalawa, Aljaksandra (* 1987), belarussische Tischtennisspielerin